# Siyaj Chan K'awiil II.
Siyaj Chan K'awiil II (Sijah Čan Kauil II.; "olujno nebo") bio je vladar grada Tikala (danas u Gvatemali).
Bio je sin svoga prethodnika, Jaša Nuna Ajina I. te unuk Atlatl-Cauaca (Sova Koja Baca Koplje), a on je vjerojatno bio kralj Teotihuacana. Majka mu je bila Dama K'inich.
Tijekom njegove vladavine podignuta je stela 31, a ona opisuje smrt njegova djeda.
Njegova je žena bila Dama Ajin.

## Vanjske poveznice
- Vladari Tikala  Arhivirana inačica izvorne stranice od 19. veljače 2011. (Wayback Machine)
- Siyaj Chan K'awiil II